# Burgruine Bernburg
Die Bernburg ist die Ruine einer mittelalterlichen Burg am nördlichen Stadtrand von Rottweil im Landkreis Rottweil in Baden-Württemberg, Deutschland.
Die Burg wurde Anfang des 13. Jahrhunderts erstmals erwähnt. Sie war Besitz der Herren von Bernburg. Im Jahr 1417 wurde sie zerstört.
Die einstige Burganlage war dreigliedrig; sie bestand aus einer vorderen, mittleren und hinteren Burg. Es erhielten sich geringe Reste von Bering und eines Turms der Vorderburg.